# Łódź X-1
Łódź X-1 (org. Submarine X-1) – brytyjski film wojenny z 1968 roku w reż. Williama Grahama. Fabuła filmu luźno nawiązuje do autentycznych wydarzeń jakie rozegrały się podczas II wojny światowej (operacja „Source”).

## Opis fabuły
Rok 1943, II wojna światowa. Komandor Bolton to, wraz z trzema innymi marynarzami, jedyny ocalały z 50-osobowej załogi brytyjskiego okrętu podwodnego, który bezskutecznie próbował zniszczyć niemiecki pancernik „Lindendorf”. Pomimo ostracyzmu kolegów, wszczęte przez dowództwo admiralicji śledztwo kończy się oczyszczeniem Boltona z wszelkich zarzutów, niespodziewanym awansem oraz powierzeniem mu ściśle tajnego zadania sformowania i przeszkolenia do ataków podwodnych trzech, 4-osobowych załóg niedużych okrętów podwodnych typu „X”, z zadaniem dywersyjnego zatopienia „Lindendorfa”, bazującego w jednym z norweskich fiordów.
Bolton, człowiek twardy i bezwzględny, w ściśle tajnym ośrodku szkoleniowym Royal Navy położonym w Północnej Szkocji, za pomocą drakońskich metod, prowadzących nawet do zagrożenia życia jego podwładnych, jest w stanie przeszkolić odpowiednią liczbę marynarzy. Będąc jednocześnie dowódcą charyzmatycznym, szybko zyskuje sobie ich uznanie i szacunek, w tym członków swojej byłej załogi, którzy również zostali przydzieleni do jego grupy.
Nieudany atak niemieckich spadochroniarzy na ośrodek Boltona uświadamia dowództwu, że całe przedsięwzięcie należy przyspieszyć. Trzy podwodne okręty wypływają w morze, w kierunku norweskich fiordów i docierają do celu. Dwa z nich, zaatakowane przez niemiecki kuter torpedowy, ulegają zatopieniu podczas wykonywania zadania, jednak trzeci „X”, dowodzony przez Boltona, przeprowadza udany atak na niemiecki pancernik i zatapia go.

## Obsada aktorska
- James Caan – komandor Bolton
- David Sumner – porucznik Davies
- Norman Bowler – porucznik Pennington
- Brian Grellis – bosman Barquist
- Paul Young – marynarz Quentin
- William Dysart – porucznik Gogan
- John Kelland – porucznik Willis
- Kenneth Farrington – bosman Knowles
- Keith Alexander – oficer na X-3
- Carl Rigg – bosman Kennedy
- Steve Kirby – marynarz na X-2
- Nicholas Tate – marynarz na X-1
- George Pravda – kapitan Erlich
- Rupert Davies – wiceadmirał Redmayne

i inni.